# Atylostoma javanum
Atylostoma javanum är en tvåvingeart som först beskrevs av Brauer och Julius Edler von Bergenstamm 1894.  Atylostoma javanum ingår i släktet Atylostoma och familjen parasitflugor. Inga underarter finns listade i Catalogue of Life.